# Notopygus scutellatus
Notopygus scutellatus är en stekelart som beskrevs av Joseph Augustine Cushman 1915. Notopygus scutellatus ingår i släktet Notopygus och familjen brokparasitsteklar. Inga underarter finns listade i Catalogue of Life.